# 青谷車站
青谷車站（日语：／ Aoya eki */?）是一由西日本旅客鐵道（JR西日本）所經營的鐵路車站，位於日本鳥取縣鳥取市青谷町，是JR西日本山陰本線的沿線車站之一。青谷車站屬於中國統括本部所管轄的範圍，並委託由JR西日本的關係企業、JR西日本米子Maintec（ジェイアール西日本米子メンテック）代為管理。
青谷車站是山陰本線上的快速列車「鳥取快車」（とっとりライナー）的停車站之一。

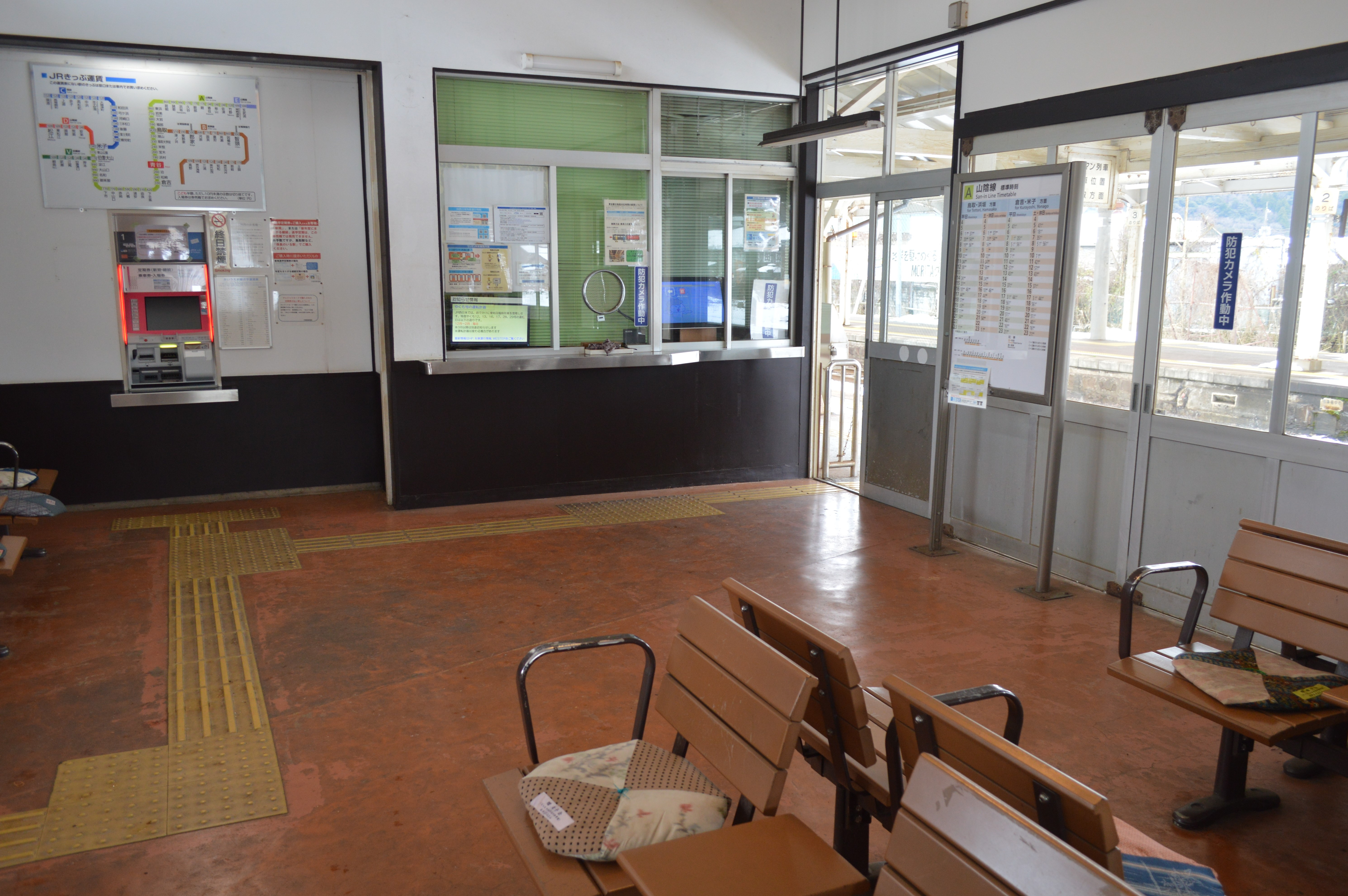
車站內部(2023年12月)

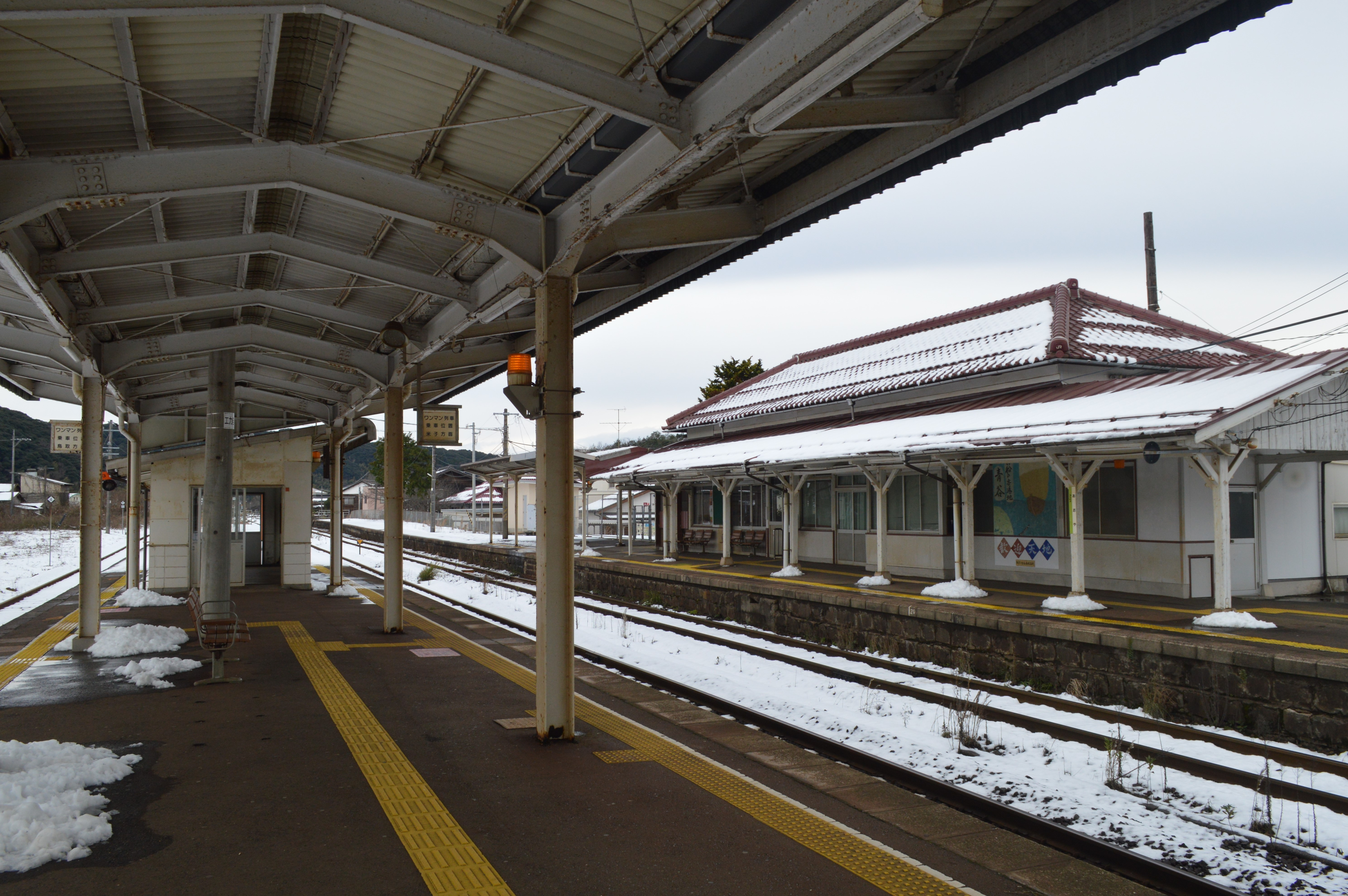
月台(2023年12月)

## 車站結構
側式月台1面1線與島式月台1面2線，合計2面3線的地面車站。站舍位於側式的1號月台側，島式的2、3號月台以跨線天橋連絡。

### 月台配置
| 月台 | 路線     | 方向 | 目的地         | 備註               |
| ---- | -------- | ---- | -------------- | ------------------ |
| 1    | 山陰本線 | 上行 | 濱村、鳥取方向 |                    |
| 2    | 山陰本線 | 下行 | 倉吉、米子方向 |                    |
| 3    | 山陰本線 | 下行 | 倉吉、米子方向 | 只限待避列車       |
| 3    | 山陰本線 | 上行 | 濱村、鳥取方向 | 只限待避、始發列車 |

## 相鄰車站
※快速「鳥取Liner」的相鄰停車站參見列車條目。
西日本旅客鐵道
 山陰本線
濱村－青谷－泊